# Анна Парди
Анна Парди (на унгарски: Anna Pardi) е унгарска журналистка, поетеса и писателка.

## Биография и творчество
Анна Парди е родена на 12 април 1945 г. във Весто, област Бекеш, Унгария, в семейството на Шандор Парди и Роза Тот. Започва университетското си обучение в университета „Лайош Кошут“, а в периода 1966 – 1971 г. следва унгарско-руска филология в университета „Лоранд Етвьош“.
След дипломирането си работи като журналистка в търговски списания, включително „Фокус“. От 1989 г. е журналист на свободна практика.
Първата ѝ книга, стихосбирката „Телеграма за всички“ (Távirat mindenkinek), е издадена през 1971 г. Авторка е на няколко поетични книги. Стихосбирката ѝ „Колко далеч е вашата врата“ (Mennyi út az ajtód előtt) получава литературната награда „Жигмонд Мориц“ (на името на писателя Жигмонд Мориц).
От 1999 г. се насочва към документалната литература и пише биографии и есета за известни личности от областта на културата и науката.
Анна Парди живее със семейството си в Будапеща.

## Произведения

### Поезия
- Távirat mindenkinek (1971)[3][2]
- Mennyi út az ajtód előtt (1974) – награда „Жигмонд Мориц“
- Ágak körül a virradat (1975)
- A Madonna és Odüsszeusz (1981)
- Adatlapok Cassandráról: Pardi Anna versei (1985)
- Faustina emlékiratai (1999)

### Документалистика
- Anonymus hölgye (1999)[3][2]
- A levegő fejedelme (2000) – за Янош Бояй
- A messzi boldogok (2005) – сборник есета за Едгар Алан По, Оскар Милош, Зигмунд Кемени, Ищван Сечени
- Bach és az antianyag (2006) – за Йохан Себастиан Бах
- A bánat imádása (2009) – сборник есета за Мартин Лутер, Русо, Валентин Распутин, Едит Щайн, Атила Йожеф
- A legtisztább hang (2010) – за Карло Джезуалдо и Франц Шуберт
- Stendhal fejfájásai (2011) – за Стендал
- Ludwig (2012) – за Лудвиг ван Бетховен
- Ama titkok ragyogása (2013) –за Тереза Авилска
- Gogol és a sátáni evolúció (2014) – за Николай Гогол
- A túlsó világ és Flavius (2015) – за Йосиф Флавий
- Iszlenyov elragadtatása (2016)
- Fátum és harmónia Csajkovszkij művészete (2019) – за Борис Чайковски
- A tudat gyógyítása – Schelling-teóriák (2019) – за Фридрих Вилхелм Йозеф Шелинг, Фридрих Хьолдерлин и Георг Вилхелм Фридрих Хегел
- A század gyermeke, Arthur Rimbaud (2020) – за Артюр Рембо
- A szív teológiája – Memorial Blaise Pascal (2021) – за Блез Паскал